# Ceilão português
O Ceilão português foi um território que esteve sob domínio português no que é hoje o Sri Lanka, entre 1505 e 1658. Os portugueses encontraram primeiramente o Reino de Cota, com quem assinaram um tratado. O Ceilão português foi estabelecido através da ocupação de Cota e a conquista de reinos circundantes. Em 1565 a capital do Ceilão Português foi transferida de Cota para Colombo. A introdução do cristianismo pelos portugueses promoveu atritos com os cingaleses.
Após a crise da economia ibérica, em 1627, com a Guerra Luso-Holandesa os portugueses perderam algumas colónias asiáticas, conquistadas pelos holandeses. Foi este o destino dos territórios cingaleses de Portugal, ocupados então pela Holanda. Houve muitos mártires católicos. No entanto, ainda há elementos da cultura portuguesa no Sri Lanca, datando do período colonial.